# Маховые перья
Маховы́е пе́рья у птиц длинные и прямые, растут по краю крыла. Именно они поддерживают птицу в полёте. На тыльной стороне кисти крепятся самые крупные первостепенные маховые перья, во время полёта они обеспечивают тягу и подъёмную силу. Их количество чаще составляет 15, максимум 17 (например, у поганковых). К локтевой кости крепятся второстепенные маховые перья, они составляют несущую поверхность крыла. Их количество варьирует от 6 у колибри до 40 у альбатросовых.

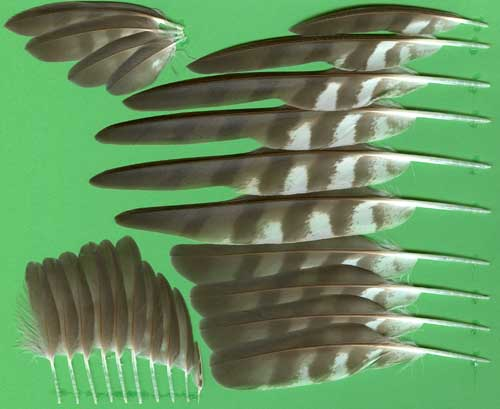
Первостепенные маховые перья, крылышко и большие кроющие перья самца ястреба-перепелятника
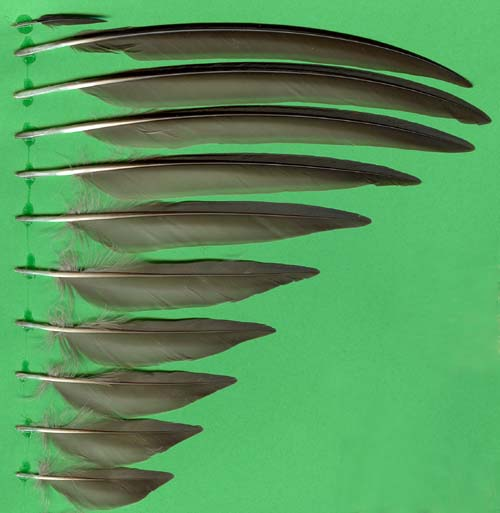
Первостепенные маховые перья чёрного стрижа
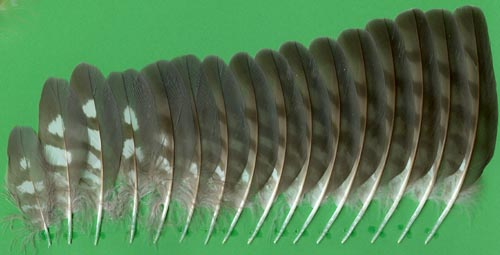
Второстепенные маховые перья самца ястреба-перепелятника
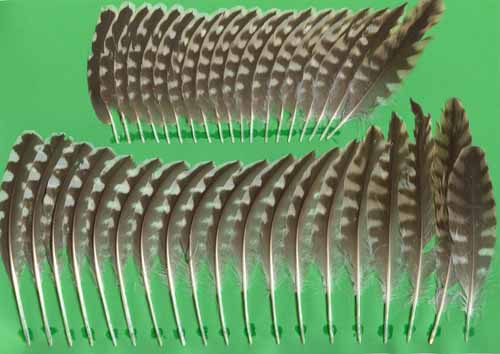
Второстепенные маховые и большие кроющие перья большого кроншнепа